# Kurt Garbarini
Kurt Garbarini (geboren 13. Januar 1913 in Hamburg; gestorben 21. April 1943 in Berlin-Plötzensee) war ein deutscher Widerstandskämpfer gegen den Nationalsozialismus. 

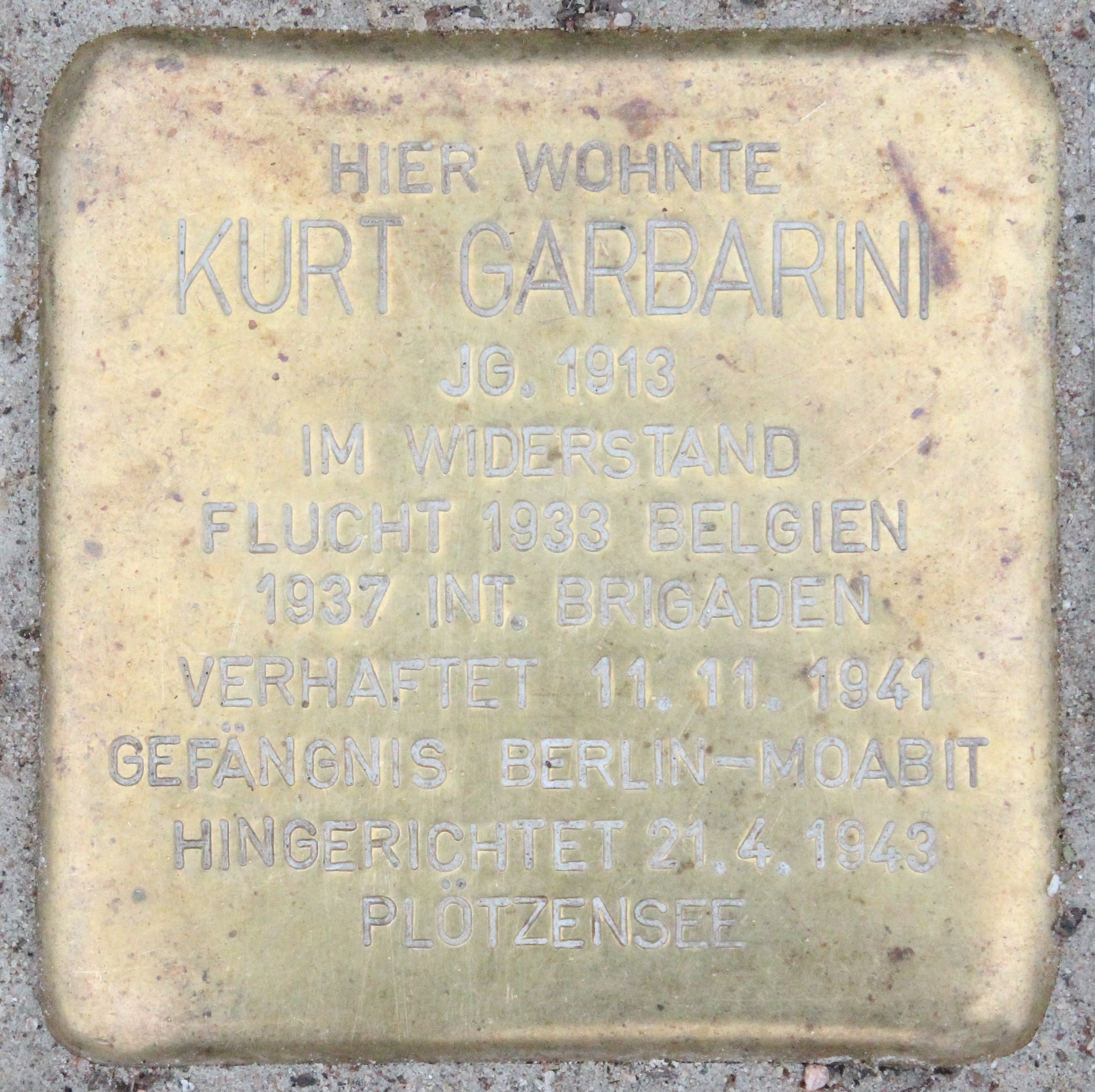
Stolperstein in Hamburg

## Leben
Kurt Garbarini war der einzige Sohn des Möbeltischlers Heinrich August Garbarini (1886–1955) und der Elise Emma Deckert (1880–1975). Er besuchte die Oberrealschule Blankenese bis zur Mittleren Reife und machte danach eine vierjährige Lehre zum Maschinenbauer. Er wurde 1930 Mitglied der Sozialistischen Arbeiterjugend (SAJ) und der SPD und 1932 im Reichsbanner Schwarz-Rot-Gold. Nach dem Abschluss der Lehre Ende März 1933 wollte er eigentlich das Hamburger Technikum besuchen, um Maschinenbauingenieur zu werden, musste aber nach der Machtübergabe an die Nationalsozialisten ins Ausland fliehen. Er wurde mit Unterstützung aus dem Matteotti-Komitee in Belgien als politischer Flüchtling anerkannt. 
1936 ließ er sich von emigrierten KPD-Mitgliedern für das Thälmann-Bataillon im Spanischen Bürgerkrieg anwerben. 1937 gründete er mit Ernst Braun in Albacete das Einheitskomitee deutscher Sozialdemokraten und Kommunisten. Ende 1938 wurde er in Frankreich im Lager Saint-Cyprien interniert, floh aber Anfang 1939 nach Belgien. Im Mai 1939 wurde er im Deutschen Reich ausgebürgert. Nach Ausbruch des Zweiten Weltkriegs wurde er in Belgien erneut interniert, aber als Staatsbürger der ehemaligen Spanischen Republik wieder freigelassen. Im von den Deutschen 1940 besetzten Belgien beteiligte er sich an der von den Kommunisten organisierten Propaganda unter den deutschen Besatzungssoldaten. 
Im November 1941 wurde er festgenommen und nach Deutschland deportiert. Im November 1942 wurde er vor dem Volksgerichtshof unter dem Vorsitz von Vizepräsident Wilhelm Crohne angeklagt. Zusammen mit Hermann Geisen wurde er im Januar 1943 zum Tode verurteilt und am 21. April 1943 in Plötzensee mit dem Fallbeil hingerichtet. 